# Ormaiztegi
Ormaiztegi en basque ou Ormáiztegui en espagnol est une commune du Guipuscoa dans la communauté autonome du Pays basque en Espagne.
Ormaiztegi est une petite commune connue principalement comme étant la localité indigène du général carliste célèbre Tomás de Zumalacárregui et dans laquelle est située l'entreprise de carrosserie d'autobus Irizar. Son monument le plus connu et le symbole du village est le viaduc d'Ormaiztegi, une structure métallique construite au XIXe siècle pour la ligne de chemin de fer Madrid-Irun.

## Étymologie
Le nom de la ville est Ormaiztegi, prononcé [orˈmajs̪tegi] en basque (voire [orˈmajs̪tei] familièrement) ; cependant, avant 1989 le nom officiel de la commune était la forme castillanisée Ormáiztegui [orˈmajθtegi]. Ce n'est qu'en 1979 que la forme basque correcte a été officiellement adoptée par la commune, et en 1989 que celle-ci est devenue la seule forme officielle.
La première mention écrite de cette localité est Formaiçtegui au XIe siècle. Sa signification semble provenir du basque bien qu'elle ne soit pas très clairement établie, et signifiant paroi, mur en basque, bien qu'elle puisse aussi signifier la glace ou gel, tandis que -(t)egi est un suffixe basque signifiant maison de, qui accompagne généralement des noms propres, surnoms ou des professions. Il pourrait donc s'agir de la maison d'Ormaiz ou chez Ormaiz, un nom patronymique.
Les habitants sont les ormaiztegiarra (masculin et féminin identiques), ou plus familièrement les ormaiztiarra.

## Géographie
Ormaiztegi est une petite commune (6,9 km ²) qui est située dans le centre-sud de la province du Gipuzkoa. Enclavée dans le cœur de la comarque du Goierri, la ville d'Ormaiztegi se trouve dans la petite vallée de la rivière Estanda à 195 mètres d'altitude. La rivière Estanda est un affluent de la rivière Oria. L'Estanda forme avec son affluent, le cours Santa Lucía, un corridor naturel qui unit la haute vallée de la rivière Oria avec celle de l'Urola et les localités de Zumarraga et de Beasain. De ce fait, Ormaiztegi, dans le noyau urbain où il se trouve, le confluent le Santa Lucía et l'Estanda, fait d'elle une position stratégique dans l'axe de communications des deux vallées.
Le territoire est suffisamment arrosé, donc outre les deux bassins cités précédemment, elle compte un nombre abondant de cours d'eau et regatas qui descendent les pentes de la vallée. Des deux côtés de la vallée, le terrain monte depuis approximativement les 200 mètres d'altitude, pour atteindre les hauteurs des Monts Española (433 m) et de l'Ukarreo (365 m).
Le climat est tempéré et humide, sans un grand contraste saisonnier. Les vents prédominants sont ceux du nord et nord-ouest, ce qui fait qu'abondent les pluies.

## Localités limitrophes
La commune d'Ormaiztegi est limitée au Nord par Ezkio-Itsaso, au Sud par les communes de Mutiloa et d'Idiazabal, à l'Est par Beasain et à l'Ouest par Gabiria et Mutiloa. Beasain, la "tête régionale" est à 6 km de distance. Les localités les plus proches sont Ezkio-Itsaso (quartier de Santa Lutzi Anduaga) à 2,5 km, Mutiloa à 4 km, Gabiria à 5,5 km et Segura à 6,5 km. Zumarraga est à seulement 8,5 km.
Ormaiztegi se trouve dans le corridor de Beasain-Zumarraga.

## Histoire
Ormaiztegi est mentionné pour la première fois dans un texte écrit du XIe siècle, dans une donation au monastère de Barria en Alava. Apparemment la localité est apparue au Moyen Âge avec une population située autour de l'église paroissiale de San Andres, qui était de patronage vicinal, c'est-à-dire n'était pas sous la coupe d'un seigneur, quelque chose de rare dans le secteur.
Au XIVe siècle, étant une collation ou une paroisse, elle se rapproche de la ville de Segura pour jouir de ses privilèges, tout en maintenant ses limites bornées, des montagnes et des biens propres. Cette union s'est produite selon Pablo de Gorosábel en 1384. En 1615 Ormaiztegi a acheté à la Couronne le titre de villa, en se séparant de Segura dans tous les aspects. Pendant les siècles suivants elle a pris part a différentes unions avec d'autres petites localités de l'environnement pour payer conjointement la représentation dans les Juntes Générales de Guipuzcoa. Elle a fait partie de la Unión du Valle de San Esteban, de la Unión de Cegama et depuis 1679 à 1795 de la Unión de Arería. En 1813 une bataille à Ormaiztegi s'est produite pendant la "Guerre de l'indépendance" entre des troupes françaises et une partie de 600 hommes des soldats navarraise Francisco Espoz y Mina. Pendant la Première Guerre carliste, Ormaiztegi a été le théâtre de la Bataille de Zelandieta, en janvier 1835.
Le général carliste Tomás Zumalacárregui, organisateur, chef militaire et héros de l'armée carliste était natif d'Ormáiztegui.
L'histoire d'Ormáiztegui a été liée aux routes de communication. Depuis le Moyen Âge, un chemin passait à travers Ormaiztegi en unissant la vallée de l'Oria avec celle de l'Urola et en mettant en communication la route qui venait d'Irun et de la France et menait à l'Alava par la vallée de Léniz. Au XVIIIe siècle on a construit le Camino Real de Coches (route royale des voitures) en profitant de ce tracé.
Pendant la seconde moitié du XIXe siècle se produisirent de profonds changements à Ormaiztegi. Arrivée du chemin de fer, Ormaiztegi étant l'épicentre des travaux entre 1860 et 1865, on construisit une station thermale (aujourd'hui disparue) et commence l'industrialisation de la ville.

## Héraldique
| Elle reçut le titre de ville en 1615 du roi Philippe III et forma, en 1617,l'Union de San Esteban, avec cinq autres cités. À Ormaiztegui se trouve la maison natale du général carliste Zumalacarregui, convertie en musée. | Les armes de Ormaiztegui se blasonnent ainsi : D'or à la tour d'argent, ouverte et ajourée de gueules, sommée d'un bras armé d'une épée aussi d'argent, au loup de sable brochant sur la porte de la tour.,. |

## Économie

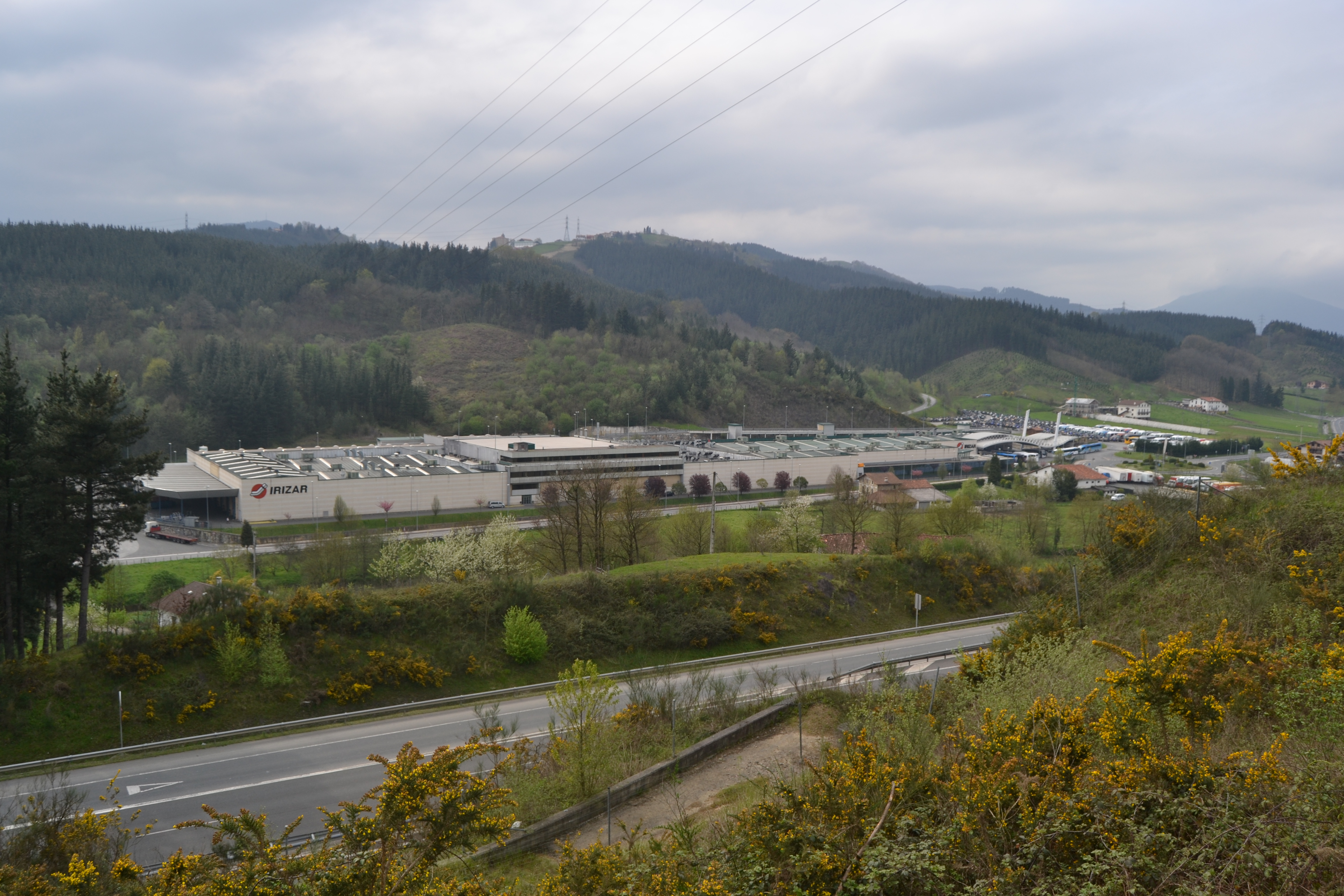
Entreprise Irizar.

Jusqu'au début du XXe siècle l'économie de d'Ormaiztegi, ainsi que de celle des populations des environs, a été axée sur l'agriculture et le bétail. Les premiers symptômes d'un changement dans l'économie locale se sont produits vers le milieu du XIXe siècle. Entre les points de repère de ce changement il convient de situer l'inauguration en 1853 de la Station thermale d'Ormaiztegi qui attirera de nombreux visiteurs pour ses eaux sulfureuses et contribuera à la naissance plusieurs barres d'immeubles dans la localité. Un autre point de repère principal a été la construction du chemin de fer de la ligne Madrid-Paris. Ormaiztegi s'est transformé en centre de la construction d'un tronçon techniquement difficile de la ligne, qui a eu dans le viaduc d'Ormaiztegi (inauguré en 1864) son ouvrage le plus important. L'arrivée d'une légion de travailleurs a contribué à dynamiser l'économie locale. En 1891 on inaugure une gare de chemin de fer dans la commune (jusqu'alors le train ne faisait que passer), la traversant pour arriver à la production des mines voisines de Mutiloa et de Zerain.
Plusieurs familles d'Ormaiztegi ont commencé à la fin du XIXe siècle avec l'industrialisation de la localité. Parmi elles, celle d'Irízar. La menuiserie de la famille Irízar a démarré en 1889 avec la construction de gurdis (voitures de bœufs) de bois, des voitures à bœufs, ils sont passés à la construction de diligences dans une scierie, en 1925 l'entreprise passe à une étape industrielle avec des machines à bois. En 1948 ils construisent la première carrosserie métallique. Cette entreprise centenaire, Irizar, transformée actuellement en société coopérative, est actuellement le principal moteur économique d'Ormaiztegi. Il se consacre à la carrosserie du bus de luxe. D'autres branches de la famille Irízar ont fondé la Fabrique de Meubles San Antonio, fermée en 1936 et Fonderies et Laminoirs Irizar.
Une autre famille renommée, a été la famille Lasa, qui se consacrera à la fabrication moteurs électriques et alternateurs. Déjà disparues les entreprises SOLI (JML) et ONENA (JML) fondées par José María Lasa, viendra l'importante entreprise Indar de Beasain fondée par d'anciens travailleurs d'ONENA. D'autres membres de la famille Lasa fonderont à leur tour les entreprises Letag et CEG, toujours en activité.

## Démographie

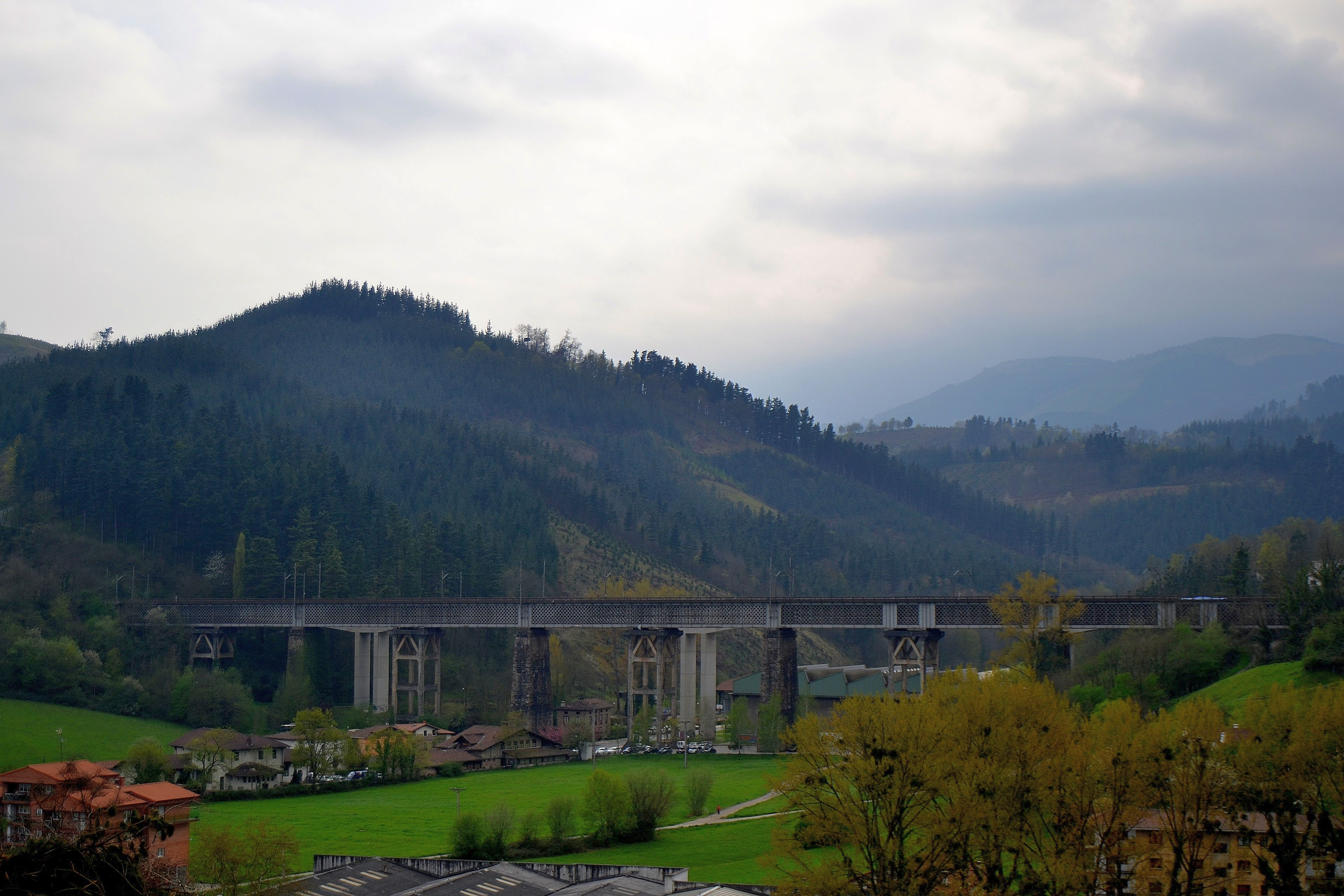
Viaduc d'Ormaiztegi

## Patrimoine

### Patrimoine civil
- Viaduc d'Ormaiztegi : Appartient à la voie ferrée Madrid-Irun, est une structure de fer attribuée par erreur à Gustave Eiffel, puisqu'il a été l'œuvre d'un autre ingénieur français, Lavalley durant l'année 1863. Il a 286 m de longueur et 35 m de hauteur dans le point d'une plus grande inégalité. Il a été détruit durant la Guerre Civile espagnole et il a été totalement reconstruit en 1940. En 1996 il a cessé d'être utilisé car désuet et on a construit un viaduc ferroviaire moderne à côté. Pour éviter sa démolition, il a été déclaré monument historique, puisque durant ses plus de 130 années d'histoire il s'était transformé en symbole d'Ormaiztegi.

### Patrimoine religieux
- Église de San Andres : a été reconstruite au XVIe siècle. Possède des Fonts baptismaux wisigoths.
- Basilique de San Juan Bautista : actuel siège de la Bibliothèque Municipale.

## Personnalités

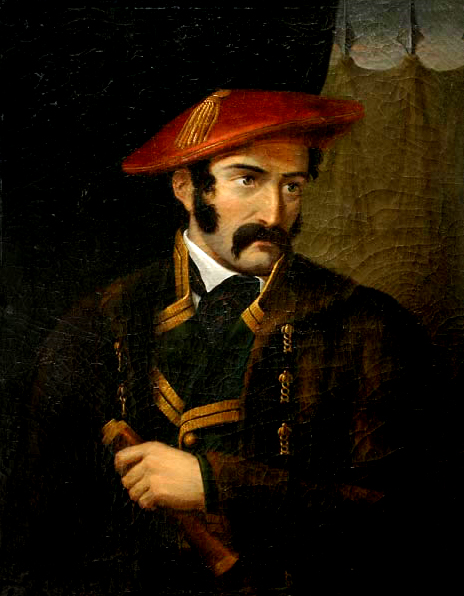
Tomás de Zumalacárregui.

- Tomás de Zumalacárregui (1788-1835), général de l'armée carliste, décédé durant le siège de Bilbao, suivant les ordres de Charles V, pour les carlistes.
- Iñaki Maiora Oria (1954) : coureur professionnel de cyclo-cross dans les années 1980, devenant champion d'Espagne. Depuis 1996, il est maire d'Ormaiztegi.
- Miguel Irízar Campos (1934): évêque du Callao au Pérou.
- Luis Irizar Salazar (1909-1965): Monseigneur Irizar fut un religieux carmelite qui développa sa carrière en Colombie et Panama. Fut nommé évêque de Tumaco en 1961.
- Gregorio Múgica Múgica (1882-1931): écrivain et promoteur de la culture basque.
- Serapio Múgica Zufiria (1854-1941): Archiviste, chroniqueur et historien du Guipuscoa et de San Sebastián. Il a une rue à son nom dans la cité de Saint-Sébastien et dans sa ville natale.

### Sources
- (es) Cet article est partiellement ou en totalité issu de l’article de Wikipédia en espagnol intitulé « Ormáiztegui » (voir la liste des auteurs).